# Puțu Olarului, Vaslui
Puțu Olarului este un sat în comuna Ibănești din județul Vaslui, Moldova, România.
Aici s-a nascut scriitorul Constantin Chiriță .
 Acest articol despre o localitate din județul Vaslui este deocamdată un ciot. Puteți ajuta Wikipedia prin completarea lui.